# ENCORE (GOT7歌曲)
《ENCORE》是韓國男子組合GOT7的第一張韓語單曲。此單曲是約滿離開JYP娛樂後首次再以團體名義發行的歌曲，2021年2月20日韓國時間下午6時於各大音源網站正式發行，唱片公司為華納音樂集團。

## 背景
在約滿不續的一個月後，2月19日，成員在各自在個人Instagram限時動態上發出一個英文字母，將字母合拼後會出「ENCORE💚」字樣，預告他們將會攜帶新曲《ENCORE》突襲回歸。韓國時間20號0時，成員在新開設的GOT7 YouTube頻道上公開MV預告，並宣佈在韓國時間下午6時會公開新曲音源和MV。2月20日韓國時間晚上6時，《ENCORE》音源及MV正式公開，由韓國華納音樂負責發行，成員珍榮擔任詞曲創作、Mark擔任MV監製，音源空降韓國Genie實時榜一位，並登上iTunes美國、世界、歐洲等海外超過54個國家和地區冠軍。

## 曲目
| 曲序 | 曲目   |             | 作曲        | 编曲   | 时长 |
| ---- | ------ | ----------- | ----------- | ------ | ---- |
| 1.   | ENCORE | 珍榮 Trippy | 珍榮 Trippy | Trippy | 3:32 |

## 發行歷史
| 地區 | 日期          | 格式     | 廠牌         |
| ---- | ------------- | -------- | ------------ |
| 全球 | 2021年2月20日 | 數位下載 | 華納音樂集團 |

### 引用來源
1. ↑  . 韓星網.   [2021-02-20]. （原始内容存档于2021-02-24） （中文）.

## 外部連結
- YouTube上的GOT7 "ENCORE" M/V TEASER